# Susanne Blakeslee
Susanne Ann Blakeslee, född den 27 januari 1956 i Los Angeles i Kalifornien, är en amerikansk komiker och skådespelerska.
Sedan 1990-talet har hon främst varit verksam som röstskådespelerska.